# Камден (Мејн)
Камден (енгл. Camden) насељено је место без административног статуса у америчкој савезној држави Мејн.

## Демографија
По попису из 2010. године број становника је 3.570, што је 364 (-9,3%) становника мање него 2000. године.
| Група             | 2000.         | 2010.         |
| Белци             | 3.836 (97,5%) | 3.438 (96,3%) |
| Афроамериканци    | 12 (0,3%)     | 10 (0,3%)     |
| Азијати           | 16 (0,4%)     | 32 (0,9%)     |
| Хиспаноамериканци | 33 (0,8%)     | 44 (1,2%)     |
| Укупно            | 3.934         | 3.570         |